# Marie födelses katolska församling
Marie födelses katolska församling i västra Småland tillhör Stockholms katolska stift. Församlingen har sitt huvudsäte i Värnamo.

## Kyrkor
- Katolska kyrkan, Värnamo
- Sankt Stefans katolska kapell, Ljungby
- Katolska kyrkan, Gislaved